# Leeds (Wisconsin)
Leeds es un pueblo ubicado en el condado de Columbia en el estado estadounidense de Wisconsin. En el Censo de 2010 tenía una población de 774 habitantes y una densidad poblacional de 8,35 personas por km².

## Geografía
Leeds se encuentra ubicado en las coordenadas 43°19′10″N 89°17′47″O / 43.31944, -89.29639. Según la Oficina del Censo de los Estados Unidos, Leeds tiene una superficie total de 92.71 km², de la cual 91.42 km² corresponden a tierra firme y (1.39%) 1.29 km² es agua.

## Demografía
Según el censo de 2010, había 774 personas residiendo en Leeds. La densidad de población era de 8,35 hab./km². De los 774 habitantes, Leeds estaba compuesto por el 97.16% blancos, el 0.39% eran afroamericanos, el 0.9% eran amerindios, el 0.26% eran asiáticos, el 0% eran isleños del Pacífico, el 0.78% eran de otras razas y el 0.52% pertenecían a dos o más razas. Del total de la población el 1.03% eran hispanos o latinos de cualquier raza.